# Torsten Oehrl
Torsten Oehrl (Itzgrund, 7 de gener de 1986) és un exfutbolista alemany que jugava com a davanter.